# Harrold (Bedfordshire)
Pour les articles homonymes, voir Harrold.
Harrold est une paroisse civile et un village du Bedfordshire, en Angleterre.